# Joseph Nicéphore Niépce
Joseph Nicéphore Niépce (Chalon-sur-Saône, Borgoña, 7 de marzo de 1765 - Saint-Loup-de-Varennes, 4 de julio de 1833) fue un físico, litógrafo, inventor y científico aficionado francés que inventó, junto a su hermano Claude, un motor para barcos (el pireolóforo, 1807) y, junto con Louis Daguerre, el primer proceso fotográfico exitoso que se conoce (la heliografía), siendo usualmente llamado «el inventor de la fotografía» y un pionero de ella.

## Semblanza
Niépce estaba interesado en la litografía y comenzó sus experiencias con la reproducción óptica de imágenes realizando copias de obras de arte y utilizando para ello los dibujos hechos en piedra litográfica por su hijo. Sus primeros experimentos, en 1813, utilizaban gomas resinosas expuestas directamente a la luz del sol. Su primer éxito en la obtención de medio sensible a la luz vino con el uso de asfalto disuelto en aceite de espliego.
Cuando en el año 1814 su hijo se alistó en el ejército, tuvo la idea de emplear una cámara oscura junto con las sales de plata sensibles a la luz para tratar de conseguir imágenes fijas. Empezó utilizando la piedra como soporte para fijar las imágenes, aunque desistió pronto por los grandes problemas que acarreaba. Siguió entonces con el papel, luego con el cristal y, por último, con diversos metales como el estaño, el cobre y el peltre.
Obtuvo las primeras imágenes fotográficas de la historia en el año 1825, aunque ninguna de ellas se ha conservado; se sabe de ellas por referencias en las cartas que Niépce enviaba a su hermano. Eran fotografías en papel y en negativo, pero como a muchos otros inventores de esa época, no le interesaba obtener imágenes negativas, así que abandonó esta línea de investigación.
Un par de años después, ya en 1827, obtuvo imágenes directamente en positivo, sacrificando de este modo las posibilidades de reproducción de las imágenes, por ser las obtenidas imágenes únicas.
Al procedimiento utilizado lo llamó heliografía (del griego antiguo ἥλιος, helios, «sol», y γραφία, grafía, «escritura» o «dibujo»), distinguiendo entre heliograbados —reproducciones de grabados ya existentes— y puntos de vista —imágenes captadas directamente del natural por la cámara—. En 1822, Joseph-Nicéphore NIepce consiguió fijar sobre cristal algo a lo que decidió dar el nombre de heliógrafo. Niepce y su hijo, Isadore, de quien se dice que era pintor y escultor, practicaban el arte de la litografía desde 1813 aproximadamente. Como resultaba difícil conseguir piedras calizas litográficas de buena calidad, no tardaron en sustituirlas por placas de peltre. Más tarde, trabajando a solas, (hacia 1816), Niepce padre, que no era muy buen dibujante, tuvo la idea de registrar fotográficamente una imagen en la placa y grabarla al aguafuerte para imprimirla. Después  de varios e infructuosos experimentos con cloruro de plata, Niepce se sirvió de otra sustancia fotosensible llamada betún de Judea; las partes no expuestas se podrían disolver, poniendo al descubierto el metal en el que se quería grabar al aguafuerte. Niepce llegó a conseguir unas cuantas pruebas con este método, usando como negativos grabados que había vuelto transparentes a fuerza de frotarlos con aceite o cera. Uno de sus grabados heliográficos era un paisaje imitado de Claudio de Lorena. Niepce también tomó entonces (1824-1827) con cámara oscura una vista de un patio, aunque ello requirió un tiempo de exposición de unas ocho horas.

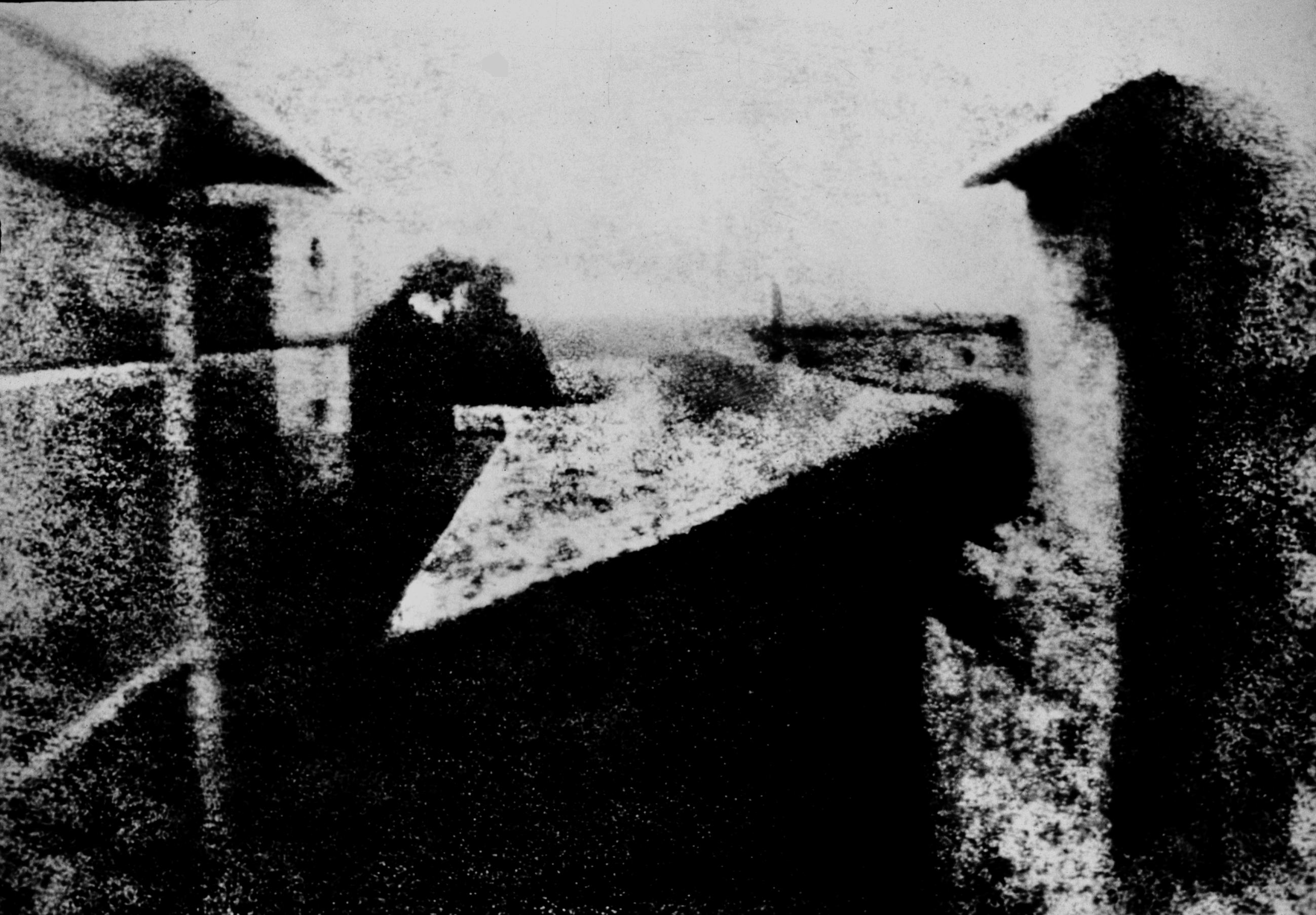
Vista desde la ventana en Le Gras. Fotografía original creada por Nicéphore Niépce en 1824.

Vista desde la ventana en Le Gras, datada en el año 1824, es la primera fotografía conocida y se conserva en la actualidad en la Universidad de Texas. Sin embargo, el semiólogo Roland Barthes, en su obra La cámara lúcida (Paidós, Barcelona, 1989), recoge una imagen posterior que el autor acompaña de un pie de foto: «La primera fotografía». Se trata de la obra La mesa puesta, una borrosa instantánea de una mesa dispuesta para una comida, datada por el autor en 1822, que se conserva en el Museo Nicéphore Niepce. Punto de vista desde la ventana de Gras realizada unos diez años después de que consiguiera las primeras imágenes, recoge un punto de vista de una calle fijado sobre una placa de metal. Necesitó ocho horas de tiempo de exposición de la placa a la luz. Para realizar esta fotografía, utilizó una plancha de peltre recubierta de betún de Judea, exponiendo la plancha a la luz y quedando la imagen invisible; las partes del barniz afectadas por la luz se volvían insolubles. Después de la exposición, la placa se bañaba en un disolvente de aceite de espliego y de aceite de petróleo blanco, disgregándose las partes de barniz no afectadas por la luz. Se lavaba con agua, pudiendo apreciar la imagen compuesta por la capa de betún para los claros y las sombras por la superficie de la placa plateada.
Si bien Niépce vivía y trabajaba en Borgoña, en un momento de sus investigaciones requirió una lente nueva y le pidió a un pariente que viajaba a París que la consiguiera en la óptica de la familia Chevalier, el padre Vincent Jacques Louis Chevalier (1770-1841) y el hijo Charles Louis Chevalier (1804-1859), dándole además algunas pruebas fotográficas de sus experimentos. Los Chevallier conocían a Louis Daguerre y le hablaron de Niépce y sus heliografías. Desde ese momento, Daguerre intentó diversos modos de asociarse con Niépce, hasta que en 1829 logró firmar un contrato de constitución de una sociedad, el 14 de diciembre de 1829, a través del cual Niépce le revela sus avances para el desarrollo y comercialización del invento.
A causa de una apoplejía sufrida en su estudio de Saint Loup de Varennes (Borgoña), falleció el 4 de julio de 1833, a los sesenta y ocho años, siendo enterrado en el cementerio del pueblo.
La participación de Niépce en el invento de la fotografía, que se hizo pública en 1839 con el solo protagonismo de Daguerre, fue resultado del desinterés inicial de su hijo Isidore Niépce, quien heredó y negoció con Louis Daguerre los beneficios de aquel contrato no se sabe muy bien de donde proviene, pero se vendió el invento al Estado francés, pero no reclamó el reconocimiento de la participación de su padre. Sin embargo, en el año 1841 publicó la obra titulada Historia del descubrimiento del invento denominado daguerrotipo, en la que se pudo aclarar su papel en la historia del invento de la fotografía, ante las maniobras realizadas por Daguerre para ocultar sus trabajos.

## Eponimia
- El cráter lunar Niepce lleva este nombre en su memoria.[2]
- El asteroide (3117) Niepce también conmemora su nombre.[3]